# Giro del Lussemburgo 1995
Il Giro del Lussemburgo 1995, cinquantanovesima edizione della corsa, si svolse dall'8 al 12 giugno su un percorso di 645 km ripartiti in 5 tappe, con partenza a Lussemburgo e arrivo a Diekirch. Fu vinto dallo svizzero Rolf Järmann della MG Boys Maglificio-Technogym davanti al francese Emmanuel Magnien e all'italiano Gianluca Bortolami.

## Tappe
| Tappa  | Data      | Percorso                                | km  | Vincitore di tappa  | Leader cl. generale |
| ------ | --------- | --------------------------------------- | --- | ------------------- | ------------------- |
| 1ª     | 8 giugno  | Lussemburgo > Dippach                   | 172 | Frank Vandenbroucke | Frank Vandenbroucke |
| 2ª     | 9 giugno  | Beckerich > Bertrange                   | 182 | Rolf Järmann        | Rolf Järmann        |
| 3ª     | 10 giugno | Bettembourg > Foetz                     | 123 | Max van Heeswijk    | Rolf Järmann        |
| 4ª     | 11 giugno | Foetz > Bettembourg (cron. individuale) | 12  | Rolf Sörensen       | Rolf Järmann        |
| 5ª     | 12 giugno | Diekirch > Diekirch                     | 161 | Fabiano Fontanelli  | Rolf Järmann        |
| Totale | Totale    | Totale                                  | 645 |                     |                     |

## Dettagli delle tappe

### 1ª tappa
- 8 giugno: Lussemburgo > Dippach – 172 km

| Pos. | Corridore           | Squadra | Tempo    |
| ---- | ------------------- | ------- | -------- |
| 1    | Frank Vandenbroucke | Mapei   | 4h32'36" |
| 2    | Erik Zabel          | Telekom | a 6"     |
| 3    | Adriano Baffi       | Mapei   | a 8"     |

| Pos. | Corridore           | Squadra | Tempo    |
| ---- | ------------------- | ------- | -------- |
| 1    | Frank Vandenbroucke | Mapei   | 4h32'36" |
| 2    | Erik Zabel          | Telekom | a 6"     |
| 3    | Adriano Baffi       | Mapei   | a 8"     |

### 2ª tappa
- 9 giugno: Beckerich > Bertrange – 182 km

| Pos. | Corridore     | Squadra  | Tempo    |
| ---- | ------------- | -------- | -------- |
| 1    | Rolf Järmann  | MG Boys  | 4h16'15" |
| 2    | Henk Vogels   | Novell   | a 2"     |
| 3    | Stephen Swart | Motorola | a 6"     |

| Pos. | Corridore     | Squadra  | Tempo    |
| ---- | ------------- | -------- | -------- |
| 1    | Rolf Järmann  | MG Boys  | 8h48'53" |
| 2    | Henk Vogels   | Novell   | a 6"     |
| 3    | Stephen Swart | Motorola | a 12"    |

### 3ª tappa
- 10 giugno: Bettembourg > Foetz – 123 km

| Pos. | Corridore        | Squadra   | Tempo    |
| ---- | ---------------- | --------- | -------- |
| 1    | Max van Heeswijk | Motorola  | 2h45'10" |
| 2    | Jo Planckaert    | Collstrop | s.t.     |
| 3    | Erik Zabel       | Telekom   | s.t.     |

| Pos. | Corridore     | Squadra  | Tempo     |
| ---- | ------------- | -------- | --------- |
| 1    | Rolf Järmann  | MG Boys  | 11h34'03" |
| 2    | Henk Vogels   | Novell   | a 6"      |
| 3    | Stephen Swart | Motorola | a 12"     |

### 4ª tappa
- 11 giugno: Foetz > Bettembourg (cron. individuale) – 12 km

| Pos. | Corridore        | Squadra   | Tempo  |
| ---- | ---------------- | --------- | ------ |
| 1    | Rolf Sörensen    | MG Boys   | 14'26" |
| 2    | Jacky Durand     | Castorama | a 3"   |
| 3    | Emmanuel Magnien | Castorama | a 13"  |

| Pos. | Corridore          | Squadra   | Tempo     |
| ---- | ------------------ | --------- | --------- |
| 1    | Rolf Järmann       | MG Boys   | 11h49'05" |
| 2    | Emmanuel Magnien   | Castorama | a 5"      |
| 3    | Gianluca Bortolami | Mapei     | a 18"     |

### 5ª tappa
- 12 giugno: Diekirch > Diekirch – 161 km

| Pos. | Corridore          | Squadra   | Tempo    |
| ---- | ------------------ | --------- | -------- |
| 1    | Fabiano Fontanelli | ZG Mobili | 3h53'00" |
| 2    | Hendrik Redant     | TVM       | a 4'10"  |
| 3    | Jo Planckaert      | Collstrop | a 9'19"  |

| Pos. | Corridore          | Squadra   | Tempo     |
| ---- | ------------------ | --------- | --------- |
| 1    | Rolf Järmann       | MG Boys   | 15h52'10" |
| 2    | Emmanuel Magnien   | Castorama | a 5"      |
| 3    | Gianluca Bortolami | Mapei     | a 18"     |

## Classifiche finali

### Classifica generale
| Pos. | Corridore          | Squadra                      | Tempo     |
| ---- | ------------------ | ---------------------------- | --------- |
| 1    | Rolf Järmann       | MG Boys Maglificio-Technogym | 15h52'10" |
| 2    | Emmanuel Magnien   | Castorama                    | a 5"      |
| 3    | Gianluca Bortolami | Mapei-GB-Latexco             | a 18"     |
| 4    | Stephen Swart      | Motorola                     | a 24"     |
| 5    | Flavio Vanzella    | MG Boys Maglificio-Technogym | a 34"     |
| 6    | Erik Dekker        | Novell                       | a 39"     |
| 7    | Stuart O'Grady     | Gan                          | a 40"     |
| 8    | Henk Vogels        | Novell                       | a 42"     |
| 9    | Walter Bonca       | ZG Mobili-Selle Italia-Birex | a 43"     |
| 10   | Adriano Baffi      | Mapei-GB-Latexco             | a 50"     |